# 후키아게역 (아이치현)
후키아게역(일본어: 吹上駅, ふきあげえき)은 일본 아이치현 나고야시 지쿠사구에 위치한 철도역이다. 역 번호는 S09이다.
지쿠사 구와 쇼와구의 경계 부근에 있어, 출입구는 양쪽에 설치되어 있다. 3,4번 출구는 쇼와 구, 나머지는 지쿠사 구 소재.

## 역 구조
섬식 승강장 1면 2선의 지하역. 승강장은 20m 차량 8량 편성까지 대응한다. 사쿠라도리 선은 당역 부근에서 나고야 고속 2호 히가시야마 선 아래를 지나기 위해, 승강장은 지하의 깊은 곳에 위치한다. 중앙 광장은 남북으로 분단되어 빠져 나갈 수 없다.

### 타는 곳
| 1 | ■ 사쿠라도리 선 | 아라타마바시·도쿠시게 방면      |
| 2 | ■ 사쿠라도리 선 | 이마이케·나고야·다이코도리 방면 |

## 역세권 정보
- 나고야 시 중소 기업 진흥 회관
- 후키아게 공원
- 나고야 시 지쿠사 문화 소극장
- 나고야 공업대학
- 국도 제153호선
- 나고야 고속 2호 히가시야마 선

## 역사
- 1994년 3월 30일: 영업 개시.
- 2011년 5월 21일: 스크린도어 사용 개시.

## 같이 보기
- 나고야 공업대학

| 나고야 시 교통국 ■ 지하철 사쿠라도리 선 | 나고야 시 교통국 ■ 지하철 사쿠라도리 선 | 나고야 시 교통국 ■ 지하철 사쿠라도리 선 |
| --------------------------------------- | --------------------------------------- | --------------------------------------- |
| S 08 이마이케 다이코도리 방면           |                                         | 고키소 S 10 도쿠시게 방면               |